# Criminalità in Germania

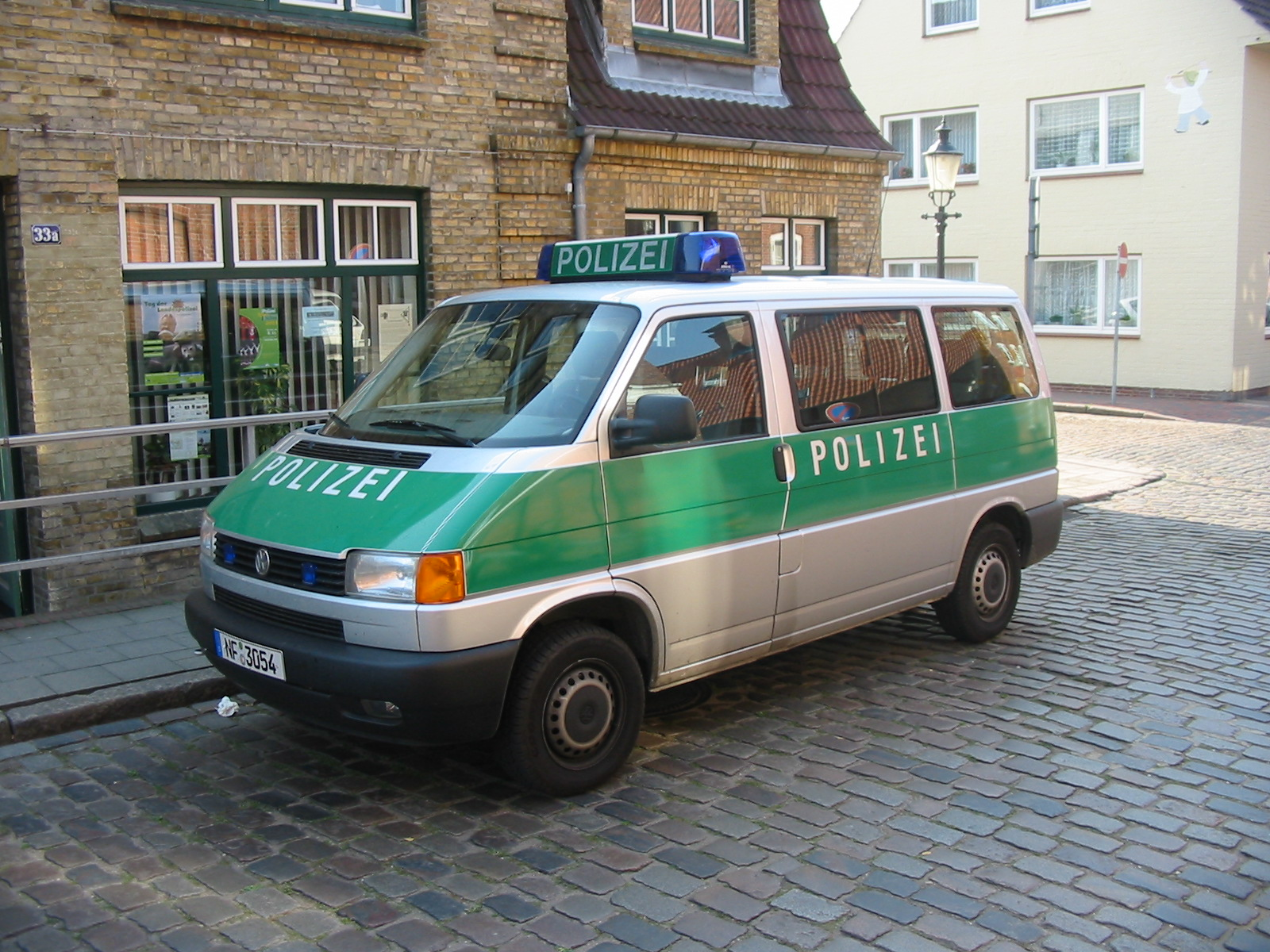
Auto della polizia nelle strade della Germania.

La criminalità in Germania è combattuta dalla polizia tedesca e da altre agenzie.
Le statistiche sulla criminalità del 2010 in Germania, rivelano che sono stati commessi 5,93 milioni di atti criminali, il 2% in meno rispetto al 2009.
Secondo il Ministero degli interni, è la prima volta che i crimini sono scesi sotto la soglia dei 6 milioni sin dalla riunificazione del paese nel 1991, ed è il più basso livello criminale da quando si è iniziato a registrarli.
Il tasso di crimini risolti nel 2010 è stato del 56%, rispetto al 55,6% del 2009.
I crimini legati a internet sono l'8,1% del 2010 con 224.000 casi riportati.

## Criminalità organizzata
Il crimine organizzato in Germania è rappresentato da diversi gruppi stranieri i quali gestiscono traffici di droga e di armi, estorsioni, prostituzioni, riciclaggio di denaro, omicidio su richiesta e operano nelle aree urbane di Berlino, Francoforte, Amburgo, Duisburg, Colonia e Dusseldorf.

### Mafie italiane
Tutte e tre le principali mafie italiane, 'Ndrangheta, Camorra e Cosa Nostra operano in Germania. La 'ndrangheta ha, tra le tre, la presenza più radicata. Al 2007, vi sono circa 1200 membri stimati della 'ndrangheta attivi in Germania, per lo più per il traffico di cocaina. La camorra si è infiltrata invece nel settore edilizio. Infine vi sono 5 gruppi di Cosa Nostra attivi nel paese con diverse attività.
Da un’inchiesta che è stata sintetizzata nel progetto “Mafia in Deutschland”, si è dimostrato un forte legame tra irregolarità nell'edilizia tedesca e la criminalità organizzata italiana, soprattutto di Cosa Nostra.
Le mafie italiane si collocano in particolare nella Ruhr e nella Germania dell'est.

### Criminalità organizzata albanese
Alcune gruppi criminali albanesi sono attivi particolarmente ad Amburgo e gioco un ruolo importante nel traffico di droga e nei distretti a luci rosse della nazione.
Questi gruppi provengono dall'Albania o dal Kosovo e negli ultimi dieci anni hanno creato un'importante rete criminale, secondo Manfred Quedzuweit, direttore del dipartimento di polizia per la lotta al crimine organizzato di Amburgo.
Vengono usate attività commerciali di coperture per trasferire denaro in Albania, come caso emblematico fu la scoperta dell'agenzia viaggi "Eulinda" da parte della polizia di Düsseldorf.

### Criminalità organizzata russa
I gruppi criminali parlanti russo, ed in particolare la Banda di Tambov sono attive in città come Düsseldorf ed in particolare nel riciclaggio di denaro, prostituzione ed estorsione.
L'attività criminale russa non prevede solo l'etnia russa ma anche i Russi ebrei, la cui evidenza è data dall'arresto di Mikhail Rabo, un membro di lungo corso della comunità ebraica a Berlino e un membro d'alto grado della Banda di Tambov.
Dal 2016 il presidente della Bundeskriminalamt: Holger Münch afferma che il gruppo più dinamico ed in espansione sono quelli che si autodefiniscono "ladri nella legge", con un numero di affiliati in Germania che si aggira tra i 20.000 e i 40.000
.
Accanto ad i gruppi Russi, sono attivi in Germania gruppi criminali georgiani, azeri e ceceni
Un'altra forma di crimine organizzato di "parlanti russo" sono le cosiddette famiglie Aussiedler, di etnia tedesca (chiamati anche tedeschi del Volga che sono nati nell'ex Unione Sovietica. Questi sono coinvolti in traffico di droga, estorsione e prostituzione.

### Criminalità organizzata del Medio Oriente
Nel 2016 Die Welt ha riferito che Berlino e Brema hanno problemi significativi con la criminalità organizzata sotto forma di "famiglie arabe", di cui sette a nove sono criminalmente cospicui e oggi "controllano la maggior parte del crimine organizzato". Ad esempio, le prostitute nel quartiere di Schöneberg sono controllate da un'unica famiglia. Le controversie sono risolte attraverso mediatori reciprocamente concordati, che possono includere imam e capi famiglia.

### Bande di motociclisti
Ci sono diverse bande di motociclisti attive in Germania operano nel traffico di droga armi e in alcuni casi prostituzione. Sono attive in tutta la Germania,si combattono il territorio tra di loro